# Rosa Jung
Rosa Jung (* 30. April 1908 in Peking, China; † 1995 in Deutschland), auch Rosa Jung-Dschu-Djün (Yong Zhujun (雍竹君)), war eine deutsch-chinesische Theater- und Filmschauspielerin.

## Leben und Karriere
Rosa Jung wurde als Tochter des deutschen Weinkelterers August Jung (1876–1934) und seiner chinesischen Ehefrau Sophie Jung, geb. Liu in Peking geboren. Wie ihre drei Geschwister besuchte sie die deutsche Schule und begann ihre Schauspieltätigkeit noch während ihrer Schauspielausbildung als Amateurin 1930 auf verschiedenen Bühnen Chinas, nachdem sie Rollen in chinesischen Filmproduktionen abgelehnt hatte. Sie spielte zunächst vor allem in Peking und Tianjin, dort unter anderem die Hauptrolle in Vincenz Hundhausens Das Examen: Chinesischer Schwank in 3 Bildern (nach Gau-Ming), und arbeitete schon früh mit einer festen deutsch-chinesischen Theatergruppe zusammen. Diese gab beispielsweise Ende 1932 eine mehrtägige Matinee im damaligen Chun Ho Theater in Tianjin. In China erlangte Jung in den dreißiger Jahren größere Bekanntheit und spielte unter anderem mit dem renommierten Laosheng-Darsteller Yang Baozhong (1909–1958) in Wuhan zusammen.
Unter Vincenz Hundhausen beteiligte sich Jung an einer großen Tournee einer Theatergruppe durch Europa (Österreich, Schweiz und Deutschland). Gespielt wurden dabei vorwiegend chinesische Stücke in deutscher Sprache (Umsetzung u. a. Hans Riediger und Heinz Trefzger). Der Auftritt am 12. Januar 1937 im Harnack-Haus in Berlin galt dabei als besonders großer Erfolg.
Ende der dreißiger Jahre lebte und arbeitete Rosa Jung in Berlin, wo sie 1937 im Propagandafilm Alarm in Peking in der Rolle der Yung-Li zu sehen war. 1938 spielte sie die Rolle der Myrrah in Richard Eichbergs Spielfilm-Zweiteiler Das indische Grabmal und Der Tiger von Eschnapur (nach Thea von Harbou).
Nach dem Zweiten Weltkrieg arbeitete Jung nicht länger als Schauspielerin, sondern betrieb ein chinesisches Restaurant in Hildesheim.
Rosa Jung sprach, neben Chinesisch und Deutsch, auch Französisch und Englisch.